# Phénétique
En biologie, la phénétique est une discipline de la systématique qui consiste à étudier les relations de similarité ou de dissimilarité globale entre les êtres vivants,. L'objectif peut être de produire une classification (voir taxonomie) ou bien d'identifier les processus responsables de certains patterns comme les relations phylogénétiques. La phénétique au sens large peut avoir recours à des méthodes d'argumentation qualitative ou aux intuitions des experts du taxon étudié, mais le terme de « phénétique » fait généralement référence à la phénétique numérique (à ne pas confondre avec la taxonomie numérique,,) qui repose sur des algorithmes informatiques et des mesures quantitatives des similarités ou des dissimilarités globales, soit sous la forme de coefficients soit sous la forme de distance dite alors « distances phénétiques ». La phénétique numérique est née du mouvement plus global de la taxonomie numérique,.
Les distances ou les coefficients phénétiques peuvent être calculés grâce à des matrices de caractères morphologiques, moléculaires ou mixtes.
Les méthodes phénétiques peuvent produire aussi bien des phénogrammes que des phylogrammes (on peut alors secondairement simplifier ces derniers pour en faire des cladogrammes).
La pensée selon laquelle la classification des espèces devrait s'appuyer sur des critères phénétiques de similarité entre caractères est appelée phénéticisme.